# Brotdorf
Brotdorf ist einer von 17 Stadtteilen der Stadt Merzig im Landkreis Merzig-Wadern (Saarland) und der zweitgrößte nach der Kernstadt. Durch Brotdorf fließen der Franzenbach und der Seffersbach.

## Geschichte
Der Zeitpunkt der Entstehung ist nicht genau bekannt, es wird jedoch vermutet, dass der Ort im 8. Jahrhundert entstanden ist.
Im Jahre 1147 wird Brotdorf das erste Mal urkundlich unter dem Namen „Brutdorf“ im Revisionsbericht des Bischofs Alberto erwähnt:
„In Brutorf besteht eine Bannmühle, die zum Schwarzenberger Lehen gehört und ihrer Herrschaft jährlich 17 Malter Korn einbringt“. 1212 erwarb der Erzbischof von Trier das Land zu „Bruchdorf“ und gab es als Lehen an Frederich von Enzenberch. 1323 waren Hof- und Grundherrschaft Broedorf als Lehen des Raugrafen Georg im Besitz des Ritters Peter von der Brücken, der 1325 Brotdorf als raugräfliches Afterlehen des Erzstiftes Trier besaß. Das Geschlecht derer von Brücken stammt aus Merzig.
Am Ende des Dreißigjährigen Krieges waren nur noch vier Einwohner übrig.
Als Folge der Französischen Revolution gehörte Brotdorf von 1798 bis 1814 zum Saardepartement, Arrondissement Saarbrücken, Kanton Merzig, Mairie Hausbach. Mitsamt einem erheblichen Teil des linken Rheinufers kam Brotdorf im Jahre 1815 als Folge des Wiener Kongresses zum Königreich Preußen. Als dieses sein Gebiet neu ordnete, wurde Brotdorf 1816 dem Kreis Merzig im Regierungsbezirk Trier der Provinz Großherzogtum Niederrhein (ab 1822 nach Vereinigung mit der Provinz Jülich-Kleve-Berg „Rheinprovinz“) zugeordnet. Folglich wurde Brotdorf 1867 Teil des Norddeutschen Bundes und 1871 Teil des neu gegründeten Deutschen Kaiserreichs.
Nach Abschluss des Versailler Vertrages nach dem Ersten Weltkrieg wurde – auf Bestreben Frankreichs – der südliche Teil des Regierungsbezirkes Trier samt einem Teil des Kreises Merzig mit Gebieten Bayerns und Oldenburgs 1920 zum willkürlich geschaffenen sog. Saargebiet zusammengeschlossen. Dieses gehörte zwar völkerrechtlich weiterhin zu Deutschland, unterstand jedoch einer vom Völkerbund eingesetzten Regierungskommission. Brotdorf und die Nachbargemeinde Bachem wurden bis 1935 zu Grenzorten. In Folge der ersten Saarabstimmung vom 13. Januar 1935 kam Brotdorf wieder unter vollständige Souveränität Deutschlands. 1932 erfolgte der Neubau der Pfarrkirche St. Maria Magdalena nach einem Entwurf des Architekten Clemens Holzmeister. 1938 kam Brotdorf zur Stadt Merzig, 1946 wurde diese Angliederung widerrufen. Brotdorf gehörte zu Merzig-Land im wiedervereinigten Landkreis Merzig-Wadern.
Im Zuge der Gebietsreform kam Brotdorf am 1. Januar 1974 mit 3364 Einwohnern als Stadtteil wieder zu Merzig. Im selben Jahr wurde Brotdorf durch die Neubaugebiete 'Wild II' und 'Wild III' zum größten Stadtteil neben der Kernstadt. Heute hat Brotdorf gut 3800 Einwohner und ist somit nach Merzig, Losheim am See und Beckingen der einwohnermäßig viertgrößte Ort des ganzen Landkreises Merzig-Wadern.

## Ortsvorsteher
- 1986 bis 2004: Klaus Schröder (SPD)
- 13. Juni 2004 bis Juli 2009: Ernst Schrader (CDU)
- seit Oktober 2009: Torsten Rehlinger (SPD)

## Verkehr
Der Bahnhof Merzig-Brotdorf liegt an der Bahnstrecke Merzig Süd–Büschfeld, die lediglich von Museumszügen befahren wird. Die Strecke wird von Dampfzügen des Museums-Eisenbahn--Club Losheim am See befahren.

## Persönlichkeiten
- Hans Wagner (1882–1952), Landrat im Rheingaukreis
- Franz Schneider (1920–1985), Politiker (CVP, CDU), Mitglied des Saarländischen Landtags
- Bernhard Knubel (1938–1973), Ruderer und Olympiasieger
- Ottmar Schreiner (1946–2013), deutscher Politiker (SPD)
- Kevin Trapp (* 1990), deutscher Fußballspieler